# Амэ-но Тадзикарао

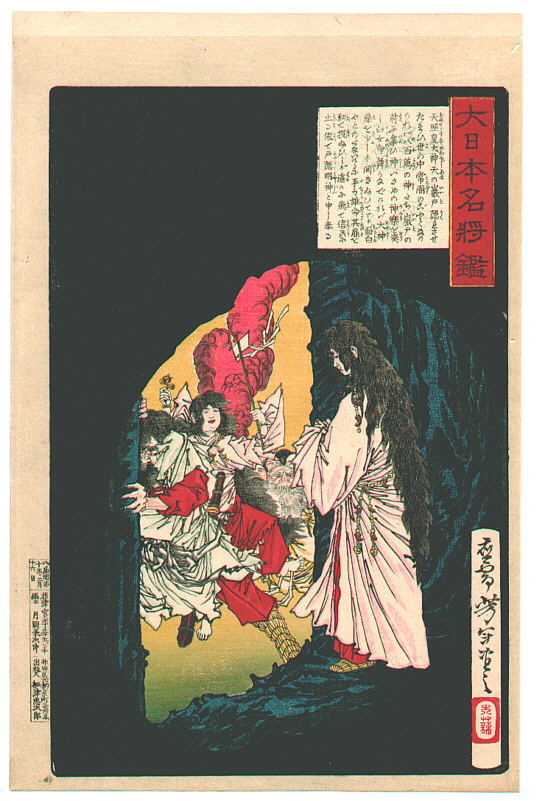
Амэ-но Тадзикарао вызволяет из пещеры Аматэрасу (Цукиока Еситоси)

Амэ-но Тадзикарао (яп. アメノタジカラオ) — в синтоизме — ками, мужское божество. Амэ-но Тадзикарао пишется как  (яп. 天手力男神) в Кодзики и  (яп.  天手力雄神) в Нихон Сёки. Имя Амэ-но Тадзикарао несет в себе оттенок мужского бога с огромной физической силой.

## Мифология
Бог Амэ-но Тадзикарао известен тем, что именно он вытащил из пещеры Ама-но Ивато, богиню солнца Аматэрасу, когда та стала выходить из пещеры, обманутая отражение зеркала Ята но Кагами, и таким образом вернул свет Аматэрасу миру.
Во время схождения с Такамагахары в Асихара-но Накацукуни японских богов и регалий японских императоров переданных Аматэрасой, её внуку Ниниги но Микото, их сопровождали боги Амэ-но Тадзикарао и Ама-но Ивато-Вакэ-но ками, когда регалии отправили в провинцию Исэ, в храм Исэ.

## Святилища
Амэ-но Тадзикарао считается богом спорта и физической силы и почитается в таких храмах как: Togakushi Shrine (戸隠神社), Храм Сано (佐那神社), Храм Сирой (白井神社), Храм Ояма (雄山神社), Храм Тедзикарао (手力雄神社) (Гифу), Храм Тедзикарао (手力雄神社) (Какамигахара), Храм Тоаке (戸明神社) и Храм Амэ-но-та-нагао (天手長男神社). Поклоняющиеся ему синтоистские священники считают, что он изначально был покровителем сельского хозяйства (возможно, потому, что он принес солнечный света в мир, вытащив из пещеры Ама-но Ивато, богиню солнца Аматэрасу, дав нужный крестьянам свет для работы на полях). Странно, но этот бог часто ассоциируется с Сугаварой-но Митидзанэ, как бог Тендзин.